# Isak Andersson (skarprättare)
Isak Andersson, död efter 1693, var skarprättare i Norrköping och Stockholm. 
Isak Andersson angavs redan som Norrköpings skarprättare när han gifte sig i april 1657 med Kerstin Eriksdotter. I samband med vigseln döptes sonen Gabriel. Han var periodvis utlånad som skarprättare till Stockholms stad, vilket han var 1681-1682. Han återvände sedan till Norrköping där han tjänstgjorde fram till sitt avsked 1693, då han efterträddes av sonen Salomon Isaksson. Sonen hotades att stängas av som skarprättare efter att denne begått en misslyckad avrättning på den tidelagsdömda Christopher Larsson i juni 1693. Han skrev ett brev där han vädjade till häradsrätten att sonen skulle få behålla sin tjänst som skarprättare. Han menade att sonen under längre tid varit "behäftad av en svår sjukdom och dessmedelst krafterna mycket förminskade".  Han framhävde sonen som hans enda levebröd till försörjning, utan honom riskerar han "lida hungersnöd, och omstrider på sistone svälta ihjäl".